# یحصب العلو (یمن)
 یحصب العلو  دهستانی باستانی در استان ذَمار در کشور یمن در شبه جزیره عربستان است. 

## جمعیت
جمعیت آن (۱۰۲۹۸ ) نفر (۷۹ خانوار) می‌باشد.

## روستاها
روستاهای توابع این دهستان به شرح زیر است:
- روستای جَهران
- روستای الجسجب
- روستای الشماری
- روستای القداری
- روستای العارضة
- روستای الرعادی
- روستای بَنی مَسعود

## منبع
- المقحفی، ابراهیم، احمد ، (مُعجَم المُدُن وَالقَبائِل الیَمَنِیَة) ، منشورات دار الحکمة، صنعاء، چاپ پنجم، وانتشار سال ۱۹۸۵ میلادی به (عربی).